# Ana Paula de la Peña
Ana Paula de la Peña (* 25. Juli 1988 in Victoria de Durango) ist eine ehemalige mexikanische Tennisspielerin.

## Karriere
Ana Paula de la Peña, die am liebsten auf Sandplätzen spielte, begann im Alter von fünf Jahren mit dem Tennis. Auf dem ITF Women’s Circuit gewann sie zwei Doppeltitel.
Bei den Panamerikanischen Spielen 2011 in Guadalajara gewann sie die Goldmedaille im Mixed.
2012 und 2013 spielte sie für die mexikanische Fed-Cup-Mannschaft, mit einer Bilanz von 4:3.

## Turniersiege

### Doppel
| Nr. | Datum     | Turnier   | Kategorie   | Belag     | Partnerin           | Finalgegnerinnen                            | Ergebnis         |
| --- | --------- | --------- | ----------- | --------- | ------------------- | ------------------------------------------- | ---------------- |
| 1.  | Juni 2011 | Zacatecas | ITF $10.000 | Hartplatz | Ingrid Várgas Calvo | Whitney Jones Hilary Toole                  | 3:6, 7:5, [10:8] |
| 2.  | März 2012 | Puebla    | ITF $10.000 | Hartplatz | Ivette López        | Flávia Guimarães Bueno Cecilia Costa Melgar | 6:1, 7:60        |